# Sialolithiase
Sialolithiase of speekselsteenvorming is de benaming voor een aandoening waarbij zich zogenaamde speekselstenen (of sialoliet) vormen in de speekselafvoerbuis of in de speekselklier zelf.
Het ontsteken van een speekselklier met een speekselsteen wordt sialoadenitis genoemd.

## Oorzaken
Sialolithiase komt regelmatig voor bij chronische infecties van de klieren met bijvoorbeeld Staphylococcus aureus of Streptococcus viridans, gebruik van fenothiazines, het syndroom van Sjögren en/of verhoogde hoeveelheden calcium in het bloed.
In de meeste gevallen komt sialolithiase echter idiopathisch voor.

## Symptomen
De meeste speekselstenen komen voor in de onderkaakspeekselklieren. Ze kunnen daar de speekselgang (gang van Wharton) afsluiten. Ook komen ze vaak voor in de glandulae sublinguales (=ondertongspeekselklieren).
Het gevolg is dat de afvoer van speeksel wordt verhinderd, met als gevolg zwelling en eventueel ontsteking van de speekselklier (sialoadenitis).
Veelal is vooral zwelling aanwezig. Als er ook pijn aanwezig is, treedt die vooral op in de mondbodem en meestal op momenten dat de speekselproductie het hoogst is: tijdens maaltijden.
Wanneer de speekselsteen in de afvoergang van de klier zit kan hij gepalpeerd worden. Ze kunnen meestal ook aangetoond worden met een gewone röntgenfoto. In enkele gevallen kunnen ze slechts aangetoond worden na het inspuiten van een röntgencontrastvloeistof via de afvoergang van de speekselklier (= sialografie).

## Behandeling
Vaak moet de speekselsteen onder lokale verdoving verwijderd worden; kleinere exemplaren kunnen soms uitgemasseerd worden.
Sialoadenitis vereist doorgaans behandeling met antibiotica en soms chirurgische drainage.

## Samenstelling

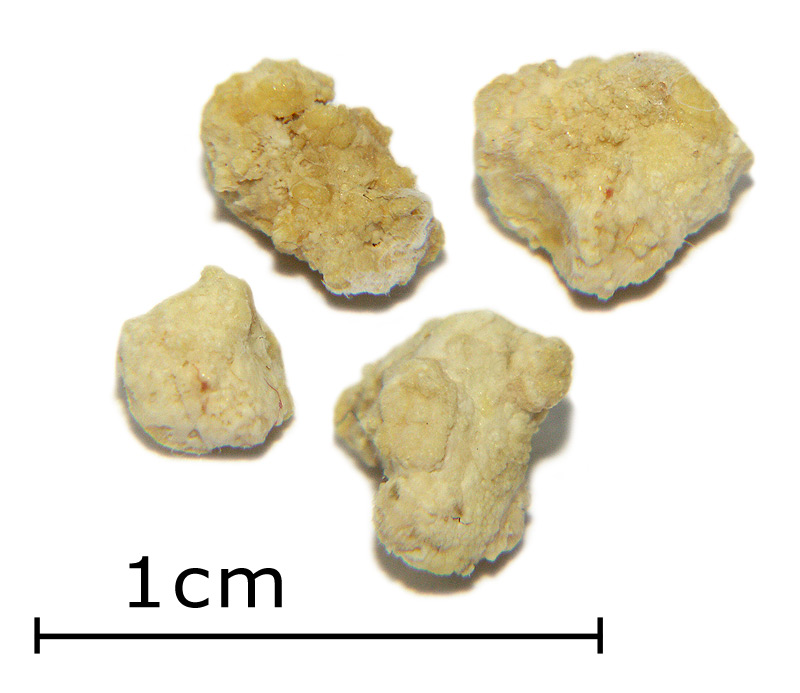
Speekselstenen uit de ondertongspeekselklier

Speekselstenen bestaan uit een ophoping van kalkzoutkristallen rond een centrale kern. Deze kern kan gewoon bestaan uit resten van cellen of bacteriën.